# Łukasz Kohut
Łukasz Marcin Kohut (* 10. September 1982 in Katowice) ist ein polnischer Politiker und schlesischer Aktivist. Er war Vorsitzender der Partei Wiosna in der Woiwodschaft Schlesien, regionaler Parteikoordinator in den drei Woiwodschaften Schlesien, Opole und Kleinpolen sowie Mitglied der Demokratischen Union der Schlesischen Regionalisten und der Vereinigung Śląskie Perły. Er war Europaparlamentarier in der 9. und 10. Amtszeit.

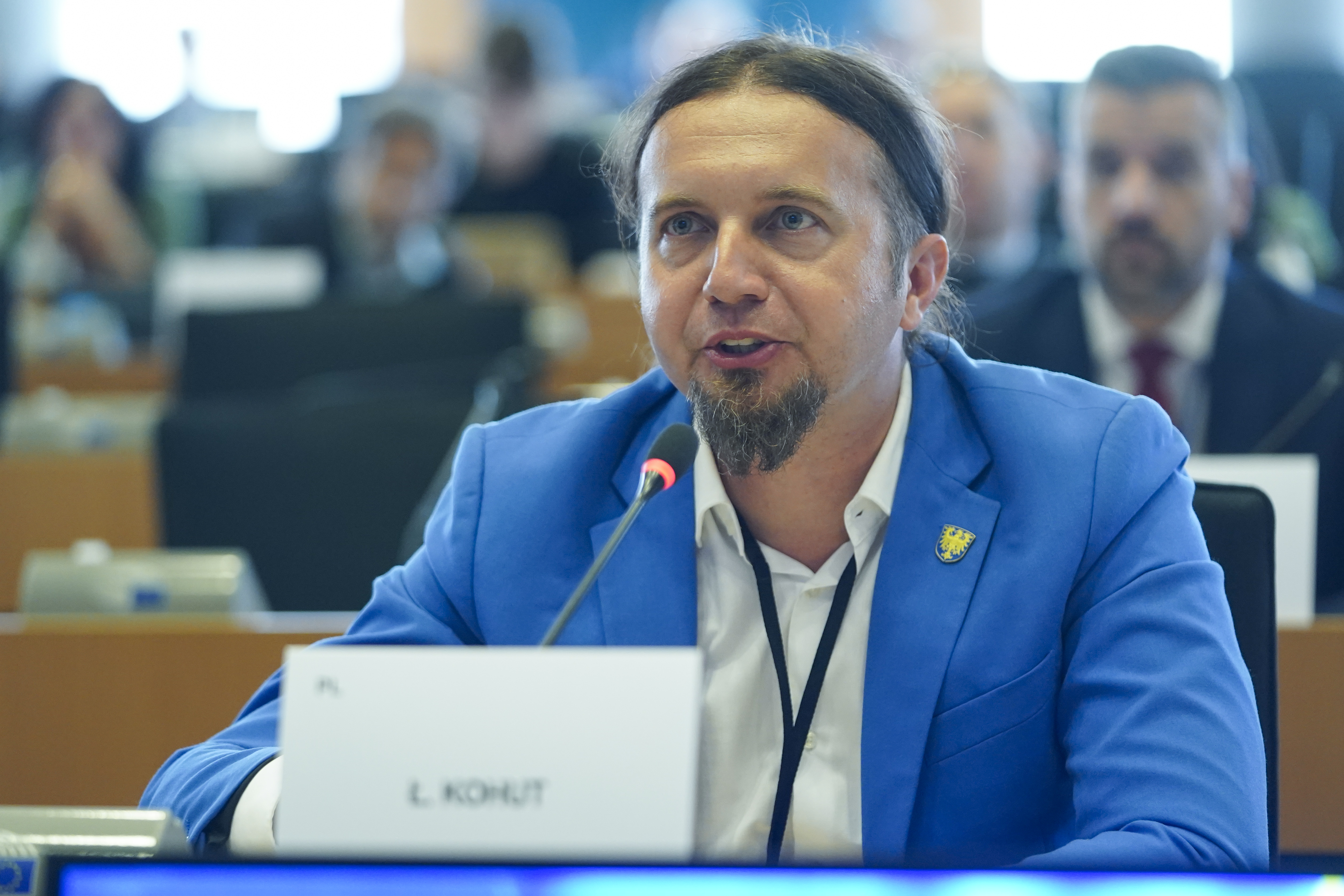
Kohut als EU-Abgeordneter (2024).

## Lebenslauf

### Bildung
Łukasz Kohut besuchte die Grundschule Nr. 4 in Radlin. Er schloss 2006 das Studium der Politikwissenschaft an der Fakultät für Sozialwissenschaften der Schlesischen Universität in Katowice und 2007 das Studium der Fächer Management und Marketing an der School of Management der Schlesischen Universität ab. 2006 studierte er im Rahmen des Sokrates-Erasmus-Programms im finnischen Varkaus an der Fachhochschule Savonia. Er absolvierte auch pädagogische Kurse an der Technischen Universität Krakau (2005) und der School of Civil Society Leaders (2014).
Neben seiner Muttersprache Polnisch spricht er Englisch, Norwegisch, Tschechisch und Schlesisch.

### Werdegang
Kurz nach seinem Abschluss arbeitete er bei einer Bank in Sosnowiec. 2008 wanderte er nach Norwegen aus, wo er unter anderem in der Buchhaltung arbeitete. 2010 zog er nach Prag um, wo er ein internationales Projekt zwischen Norwegen, der Tschechischen Republik und den Philippinen koordinierte. Er koordinierte auch den internationalen Austausch zwischen der Ås videregående skole (Norwegen) und ZST Rybnik.
Seit 2015 ist er selbstständig als Fotograf tätig.

### Aktivismus und Parteipolitik
Nach seiner Rückkehr nach Polen 2012 wurde er Mitglied der Ruch Palikota (dt. Palikot-Bewegung), die 2013 in Twój Ruch (deutsch: Deine Bewegung oder Du bist am Zug, kurz TR) umgewandelt wurde. 2012 wurde er Sekretär der Bewegung in Rybnik und 2014 Vorsitzender des Parteivorstands im Distrikt 30. Bei den Kommunalwahlen im selben Jahr kandidierte er für Twój Ruch zum Schlesischen Regionalrat und erhielt 1435 Stimmen. Bei den Parlamentswahlen 2015 kandidierte er als Vertreter von TR auf der Liste der Vereinigten Linken auf dem zweiten Platz und erhielt 5397 Stimmen (bestes Ergebnis auf der Liste).
2015 wurde er außerdem Mitglied der Demokratischen Union der schlesischen Regionalisten (Demokratyczna Unia Regionalistów Śląskich), einer Vereinigung, die die regionale Bildung und Registrierung der schlesischen Sprache als Regionalsprache fördert. 2016 organisierte er zusammen mit dem Verein Śląskie Perły, dem er angehörte, Proteste im südlichen Schlesien. Dieser Verein initiierte auch die Gründung des Rybnik-Frauenrates im Jahr 2018.
Er gewann bei einer Umfrage der Zeitung Dziennik Zachodni als „Mann des Jahres 2016“ in Rybnik.
Im Oktober 2017 nahm er an Protesten gegen den polnischen Präsidenten Andrzej Duda während seines Besuchs in Wodzisław Śląski teil.
2018 verließ er Twój Ruch. Bei den Kommunalwahlen im selben Jahr war er als Spitzenkandidat der Bezirksliste der Bürgerkoalition für die Wahlen am Provinzparlament vorgesehen. Die Partei Nowoczesna empfahl jedoch letztlich Wojciech Kałuża als Kandidaten, Kohut war daher nicht erfolgreich.
Ab 2017 arbeitete er im Rahmen des Institute of Democratic Thought mit Robert Biedroń zusammen. 2019 wurde er Mitglied der Partei Wiosna und Spitzenkandidat bei den Wahlen zum Europäischen Parlament im Wahlkreis Nr. 11 (Woiwodschaft Schlesien). Er erhielt 48.783 Stimmen (3,05%) und gewann das Mandat des MdEP der 9. Amtszeit als einer von drei Politikern von Wiosna. Bei den nächsten Wahlen trat er für die Platforma Obywatelska und wurde im Rahmen der EVP-Fraktion gewählt.

### Fotografie
Łukasz Kohut ist spezialisiert auf die schlesische Landschafts- und Konzertfotografie.
2016 debütierte er in der Gallerie Smolna in Rybnik mit der Ausstellung «Schlesische Melancholie». Im selben Jahr entstand eine zweite Ausstellung über Schlesien – unter anderem FEST-Fotografie auf der Rybnik Promenade und während des Rybnik Photography Festivals. Im Jahr 2017 in „Hallo! Rybnik“ präsentierte das Grenzland den dritten Teil der Geschichte von Schlesien. Im Jahr 2018 wurde das Foto Well im Rahmen der Schlesischen Pressefotografie mit dem Hauptpreis der Leser der Schlesischen Bibliothek und das Foto von Jastrzębie und Zdrój mit einem Sonderpreis der BWA-Galerie für zeitgenössische Kunst in Katowice ausgezeichnet.